# Буниатян, Ори
Ори Буниатян (настоящее имя — Израиль Буниатян, 15 декабря 1895, Джагри — 16 апреля 1970, Ереван) — армянский и советский актёр театра и кино. Народный артист Армянской ССР (1950).

## Биография
Родился 15 декабря 1895 года в селе Джаук Российской империи.
С 1919 года началась его творческая деятельность в труппе О. Г. Зарифяна. С 1922 года Буниатян служил в Национальном академическом театре имени Габриэла Сундукяна. В основном играл характерные роли.
Скончался 16 апреля 1970 года на 75 году жизни в Ереване.

## Творчество

#### Фильмография
| Год  | Название                  | Роль                         |
| ---- | ------------------------- | ---------------------------- |
| 1932 | Две ночи                  | Мисак                        |
| 1933 | Дитя солнца               | Представитель сельсовета     |
| 1933 | Свет и тени               | Представитель сельсовета     |
| 1937 | Каро                      | Чибух                        |
| 1938 | Севанские рыбаки          | Учитель Минас                |
| 1939 | Горный марш               | Левон                        |
| 1940 | Люди нашего колхоза       | Продавец газет               |
| 1947 | Анаит                     | Арам                         |
| 1955 | В поисках адресата        | Питрос                       |
| 1955 | Призраки покидают вершины | председатель исполкома       |
| 1956 | Пленники Барсова ущелья   | Арутюн, председатель колхоза |
| 1957 | Кому улыбается жизнь?     | Антонян                      |
| 1959 | Трезвое вино              | Отец Анаит                   |
| 1960 | Северная радуга           | участие                      |
| 1960 | Обвал                     | Баграт                       |
| 1962 | Воды поднимаются          | Варжапет Мелонц              |
| 1968 | Жил человек               | участие                      |

#### Театральные роли
| Роль                              | Название       | Автор         |
| --------------------------------- | -------------- | ------------- |
| Король                            | Шекспир        | У. Шекспир    |
| Аббат                             | Древние боги   | Л. Шант       |
| Саак                              | Рок            | В. Папазян    |
| Кимбаев                           | Страх          |               |
| Мох                               | На рассвете    | А. Гулакян    |
| Артемий Филиппович Земляника      | Ревизор        | Н. Гоголь     |
| Андрей Митрич Клещ (пер.: Клещ)   | На дне         | М. Горький    |
| Вурм, личный секретарь президента | Любовь и обман | Ф. Шиллер     |
| швейцарский                       | Разбойники     | Ф. Шиллер     |
| Досужев                           |                | А. Островский |
| Учитель                           |                | Г. Гауптман   |

## Звания и награды
- 1950 — Народный артист Армянской ССР.

## Издательства
- Армянская советская энциклопедия. Том 2. Ереван. стр. 611.
- Армянская Советская Энциклопедия  (арм.) / В. Амбарцумян , К. Худавердян — Издательство Армянская энциклопедия , 2000.
- Айвазян, Х. М. (2005). Кто есть кто? Армяне (Биографическая энциклопедия: в двух томах) . Том. Первый. Ереван: Армянская энциклопедия, изд. стр. 240–41.
- Степанян, Гарник (1973). Биографический словарь . Том. А. Ереван: Издательство «Айастан». ISBN 978-5-550-00265-0.
- Арарат Барсегян , «Ори Буниатян», Ереван, Армянская театральная труппа, 1970, 108 страниц